# Vincenzellus ruficollis
Vincenzellus ruficollis (Syn.: Rhinosimus viridipennis; deutsch auch Kurzrüssliger Langkopf-Scheinrüssler) ist ein Käfer aus der Familie der Scheinrüssler (Salpingidae). Die Art ist die einzige ihrer Gattung in Europa.

## Merkmale
Die Käfer werden 2,5 bis 3,5 Millimeter lang. Ihr Kopf ist langgestreckt und rotbraun gefärbt. Ebenso gefärbt sind der Halsschild, die Beine und die Basis der Fühler. Die Art hat Ähnlichkeit mit dem Rothalsigen Scheinrüssler (Salpingus ruficollis), dessen Kopf jedoch stärker und rüsselförmig verlängert ist. Außerdem ist die Stirn von Vincenzellus ruficollis bis an die Facettenaugen gerandet.

## Vorkommen und Lebensweise
Die Art ist in Italien, Frankreich, Deutschland, Tschechien, den Niederlanden, Luxemburg, Irland, Großbritannien und Schweden nachgewiesen. Sie besiedelt feuchte Wälder und größere Gehölze. Die Käfer leben unter Rinde von Totholz von Laubbäumen, wie beispielsweise Ahornen, Rotbuchen und Hainbuchen. Sowohl die Imagines als auch die Larven ernähren sich von Borkenkäfern. Die Art ist nicht selten.

## Belege